# Diao Yinan
Diao Yinan (xinès tradicional i simplificat: 刁亦男; pinyin: Diāo Yìnán) és un director i guionista xinès. També ha fet d'actor de forma ocasional. La seva pel·lícula Black Coal ha rebut el permi Ós d'Or del Festival Internacional de Cinema de Berlín (2014). Va néixer el 1969 a Xi'an, província de Shaanxi. El 1992 es va graduar a l'Acadèmia Central d'Art Dramàtic de Pequín diplomat en literatura i guió. Va treballar com a guionista amb els directors com Shi Runjiu i Zhang Yang.

## Filmografia
Com a director:
- Uniform (2003)
- Night Train (2007)
- Black Coal, Thin Ice (2014)
- The Wild Goose Lake (2019) Va ser considerada com una de les 10 millors pel·lícules xineses de l'any 2019.[2]

Com a guionista:
- Spicy Love Soup (1997)
- Shower (1999)
- All the Way (2001)
- Uniform
- Night Train
- Black Coal

Com a actor:
- All Tomorrow's Parties (2003). En el paper de Xiao Zhuai